# Strandlodge
De Strandlodge was een restaurant in de Nederlandse plaats Winterswijk.
Het restaurant bevond zich op de eerste verdieping van het paviljoen van het in 2011 heropende Strandbad.
Het restaurant kreeg een Michelinster toegekend in het jaar 2016. In 2020 raakte het restaurant zijn ster kwijt. Kort daarna, in mei 2020, sloot de Strandlodge. Op dezelfde plaats kwam er nieuw restaurant met dezelfde chef-kok.